# Gem Archer
Gem Archer, eg. Colin Murray Archer, född 7 december 1966 i Durham, County Durham, är en brittisk gitarrist som var medlem i britpop-bandet Oasis 1999–2009, då han ersatte Paul Arthurs. Han har tidigare även spelat i bandet Heavy Stereo. 
Han var gitarrist i bandet Beady Eye sedan bandet startades hösten, 2009. Beady Eye upplöstes 2014. År 2017 blev Archer fast medlem i Noel Gallagher's High Flying Birds som rytmgitarrist.
Archers debut som sångskrivare var på Oasis femte album Heathen Chemistry som utkom 2002. På Oasis sjätte album Don't Believe the Truth fick Archer större utrumme och skrev låtarna "A Bell Will Ring" och "Love Like a Bomb", den senare tillsammans med Oasis frontfigur Liam Gallagher. Han har också skrivit b-sidorna "Eyeball Tickler" och "The Quiet Ones" som släpptes med singlarna "Lyla" respektive "Let There Be Love".
Archer var officiellt Oasis kompgitarrist, men i själva verket delade han och Noel Gallagher på arbetet, så att Gallagher kunde koncentrera sig på att sjunga.
I Beady Eye var han officiell gitarrist.
Han har en fru vid namn Lou, en son, Joel, och en dotter vid namn Libby. Archer är vegetarian.